# Parinari capensis
Parinari capensis är en tvåhjärtbladig växtart som beskrevs av William Henry Harvey. Parinari capensis ingår i släktet Parinari och familjen Chrysobalanaceae. Inga underarter finns listade i Catalogue of Life.